# San Mateo de Chirripó
San Mateo de Chirripó es una antigua localidad indígena de Costa Rica, ubicada en el sureste del país, en la actual provincia de Limón. 

## Historia
San mateo de Chirripó fue la cabecera del Corregimiento de Chirripó.
Según un documento de 1662, su jurisdicción eclesiástica, a cargo de un solo religioso franciscano, constaba de cinco pueblos «en el distrito de quince leguas de ásperos y rigurosos caminos, ríos y ciénegas», que eran Teotique, el propio San Mateo de Chirripó, San Salvador, Guizirí y San Bartolomé de Duqueiba, y tenían en total 60 indígenas tributarios.